# Vanessa Branch
Vanessa Lynn Branch is een Engelse actrice, model en page three girl. Ze maakte in 2000 haar filmdebuut als een van de slachtoffers van de seriemoordenaar die centraal staat in The Cell. Sindsdien verschijnt ze regelmatig in gastoptredens in televisieseries en met bescheiden rollen in films.
Branch speelde onder meer een terugkerende rol als Giselle in de Pirates of the Caribbean-films uit 2003, 2006 en 2007. Tot de televisieseries waarin ze gastrollen had, behoren Entourage, Lost, Gilmore Girls, Monk en CSI: Miami.

## Filmografie
- International Standard Name Identifier: 0000 0000 7698 7594
- Library of Congress Control Number: no2010024441
- Virtual International Authority File: 107422419
- WorldCat: E39PBJf8q67y4YVXdW8X6qk4bd